# Тихи океан
Тихи океан (познат и као Пацифик од фр. pacifique, што значи „миран”) је највећи светски океан. Покрива трећину површине земље и има површину од 179,7 милиона km². Протеже се од Беринговог мора на Арктику до Антарктика на југу и од Индонезије до Колумбије. Највећа дубина је на 11.034 m испод површине мора, што уједно представља и највећу дубину мора на свету..
На Тихом океану постоји око 25.000 острва (више него у свим осталим океанима заједно), од којих се већина налази јужно од екватора.
Дуж неправилних западних граница Тихог океана леже многа рубна мора, од којих су највећа Корално, Јужнокинеско, Јапанско, Тасманово и Жуто море. Малајским пролазом је спојен са Индијским на западу, као и Магелановим пролазом на истоку с Атлантиком. Према северу, Берингов пролаз спаја га са Арктичким океаном.
Током Магелановог путовања до Филипина, по изласку из пролаза кроз Огњену земљу (пролаз је касније по њему добио име) познатом по снажним олујама, учинило му се да је Тихи океан врло миран кеан, по чему је добио и име. Ипак, није увек миран. Копно распршено по Тихом океану подложно је вулканским ерупцијама и потресима. Такође, бројни тајфуни почињу управо на том подручју. Али, најопаснији су цунамији (који су последица подводних потреса) са огромним таласима који уништавају острва и градове на свом путу.

## Историја и економија
Важне људске миграције су се догодиле на Тихом океану у праисторији, од којих је најистакнутија била полинезијска миграција од азијског руба океана до Тахитија и Новог Зеланда.
Европљани су дошли у контакт са Океанијом у 16. веку. Први истраживач који је записао своја путовања до Океаније био је Васко Нуњез де Балбоа (1513), а потом и Фердинанд Магелан током својих путовања од 1519. до 1522. 1564, конкистадори су прешли Тихи океан кренувши из Мексика. Остатак 16. века прошао је под најснажнијим шпанским утицајем. Бродови су кретали из Шпаније до Филипина, Нове Гвинеје и Соломонских острва.
У 17. веку, Холанђани су, пловећи око Африке, водили главну реч у трговини. Абел Тасман отишао је даље откривши Тасманију и Нову Гвинеју године 1642. У 18. веку, Руси су почели искориштавати Аљаску и Алеутска острва, Французи Полинезију, а Енглези, посебно Џејмс Кук, открили су Аустралију и Хаваје.
Империјализам у 19. веку за последицу је имао окупацију бројних океанијских територија од Велике Британије и Француске, а потом и САД. Један од највећих доприноса у историји океанографије имао је Чарлс Дарвин 1830-их на броду Бигл.
Иако је САД присвојио Филипине, Јапан је имао већину западнопацифичких острва током Другог светског рата. Ипак, до краја рата, Јапану су, као једној од поражених земаља, одузети сви поседи.
Седамнаест независних земаља налази се у Тихом океану: Аустралија, Фиџи, Јапан, Кирибати, Маршалова острва, Микронезија, Науру, Нови Зеланд, Палау, Папуа Нова Гвинеја, Филипини, Самоа, Соломонска острва, Тајван, Тонга, Тувалу и Вануату. Једанаест од ових седамнаест земаља стекло је потпуну независност 1960. Северномаријанска острва заправо су под влашћу САД, док су Кукова острва и Нијуе у сличним односима са Новим Зеландом. У склопу Тихог океана, осим САД, своје територије и данас имају Чиле, Еквадор, Француска, Јапан и УК.
Искориштавање тихоокеанских минералних добара је спречено због врло великих дубина. У плитким деловима се искориштавају природни гас и нафта, док се бисери скупљају дуж обала Аустралије, Никарагве, Панаме и Филипина, иако се активисти Гринписа жестоко противе овом искориштавању. У Тихом океану живи неслућен број риба. У деловима ближе обали највише се лови риба попут туне, лососа, срдела, сабљарки, као и шкољке.
Године 1986, чланице јужнопацифичког уговора одредиле су да је огроман део Тихог океана недоступан за нуклеарна тестирања и одлагање нуклеарног отпада на том подручју.

## Географија
Тихи океан одваја Азију и Аустралију од Америка. Екватор га дели на северни и јужни део. Он се протеже од Антарктичког региона на југу до Арктичког на северу. Тихи океан обухвата приближно једну трећину Земљине површине, и има површину од 165.200.000 km2 (63.800.000 sq mi) — што је знатно веће од целокупне Земљине копнене површине која има око 150.000.000 km2 (58.000.000 sq mi).
Океан има распон од приближно 15.500 km од Беринговог мора у Арктику до северне границе поларног Јужног океана на 60° ЈГШ (старије дефиниције су ишле до антарктичког Росовог мора). Тихи океан досеже своју највећу источно-западну ширину око латитуде на 5° СГШ, са растојањем од приближно 19.800 km од Индонезије до обале Колумбије — на пола пута око света, што је дуже од пет Месечевих пречника. Најдубља позната тачка на Земљи — Маријански ров — лежи 10.911 m испод нивоа мора. Просечна дубина овог океана је 4.280 m, и стога је укупна запремина воде у њему око 710.000.000 km3 (170.000.000 cu mi).
Услед ефеката тектонских плоча, Тихи океан се тренутно сужава за око 2,5 cm (1 in) годишње на три стране, што одговара смањењу површине од око 0,52 km² годишње. Насупрот томе, величина Атлантског океана се повећава.
Дуж ирегуларних западних маргина Тихог океана леже многа мора, највећа од којих су Целебеско море, Корално море, Источно кинеско море, Филипинско море, Јапанско море, Источнокинеско море, Сулуско море, Тасманово море, и Жуто море. Индонезијски морски пут (укључујући Малајски пролаз и Торесов пролаз) спајају Тихи и Индијски океан на западу, а Дрејков пролаз и Магеланов мореуз повезују Тихи океан са Атлантским океаном на истоку. На северу, Берингов мореуз повезује Тихи океан са Арктичким океаном.
Јужни Тихи океан обухвата Југоисточни индијски гребен који полазећи од југа Аустралије прелази у Пацифичко-антарктички гребен (северно од Јужног пола) и спаја се са још једним гребеном (јужно од Јужне Америке) чиме се формира Источно пацифички гребен, који је исто тако повезан са још једним гребеном (јужно од Северне Америке) који гледа на Хуан де Фука гребен.
Током највећег дела Магеланско путовања од Магелановог мореуза до Филипина, истраживачи су заиста пронашли миран океан. Међутим, Тихи океан није увек миран. Многе тропске олује ударају по његовим острвима. Острва око Пацифичког обруча су пуна вулкана и често су изложена земљотресима.
Карта Мартина Валдземјулера из 1507. је била прва на којој су биле приказане Америке раздвојене са два океана. Каснија мапа Диога Рибејра из 1529 је била прва да прикаже Тихи океан у његовој приближној величини.
180. меридијан пролази средином Тихог океана, заједно са међународном датумском границом.

### Граничне земље и територије

#### Суверене нације
- Аустралија
- Брунеј
- Камбоџа
- Канада
- Чиле
- Кина1
- Колумбија
- Костарика
- Еквадор
- Салвадор
- Микронезија
- Фиџи
- Гватемала
- Хондурас
- Индонезија
- Јапан
- Кирибати
- Северна Кореја
- Јужна Кореја
- Малезија
- Маршалска Острва
- Мексико
- Науру
- Никарагва
- Нови Зеланд
- Палау
- Панама
- Папуа Нова Гвинеја
- Перу
- Филипини
- Русија
- Самоа
- Сингапур
- Соломонова Острва
- Република Кина1
- Тајланд
- Источни Тимор
- Тонга
- Тувалу
- САД
- Вануату
- Вијетнам

1 Статус Тајвана и Кине је споран. За више информација погледајте политички статус Тајвана.

#### Територије
- Америчка Самоа (САД)
- Бејкер (САД)
- Кукова острва (Нови Зеланд)
- Острва Коралног мора (Аустралија)
- Ускршње острво (Чиле)
- Француска Полинезија (Француска)
- Гвам (САД)
- Хонгконг (Кина)
- Хауланд (САД)
- Џарвис (САД)
- Атол Џонстон (САД)
- Кингмен (САД)
- Макао (Кина)
- Мидвеј (САД)
- Нова Каледонија (Француска)
- Нијуе (Нови Зеланд)
- Острво Норфок (Аустралија)
- Северна Маријанска Острва (САД)
- Палмира (САД)
- Острва Питкерн (УК)
- Токелау (Нови Зеланд)
- Валис и Футуна (Француска)
- Вејк (САД)

### Копна и острва
Овај океан има највећи број острва на свету. Постоји око 25.000 острва у Тихом океану. Острва која су у потпуности унутар Тихог океана се могу поделити у три главне групе познате ка Микронезија, Меланезија и Полинезија. Микронезија, која лежи северно од екватора и западно од интернационалне датумске линије, обухвата Маријанска острва на северозападу, Каролинска острва у центру, и Маршалска острва на западу и острва Кирибати на југоистоку.
Меланезија, на југозападу, обухвата Нову Гвинеју, друго по величини острво на свету након Гринланда и далеко највеће острво међу острвима Тихог океана. Друге главне Меланезијске групе са севера ка југу су Бизмарков архипелаг, Соломонска острва, Санта Круз, Вануату, Фиџи и Нова Каледонија.
Највећа област, Полинезија, која се протеже од Хаваја на северу до Новог Зеланда на југу, такође обухвата Тувалу, Токелау, Самоу, Тонгу и Кермадекова острва на западу, Кукова острва, Друштвена острва и Аустралска острва у центру, и острва Маркиз, Туамоту, острва Гамбје, и Ускршње острво на истоку.
Острва у Тихом океану спадају у четири основна типа: континентална острва, висока острва, коралне гребене и подигнуте коралне платформе. Континентална острва леже изван андезитне линије и обухватају Нову Гвинеју, острва Новог Зеланда, и Филипине. Нека од тих острва су структурно везана за оближње континенте. Висока острва су вулканског порекла, и многа садрже активне вулкане. Међу њима су Бугенвил, Хаваји, о Соломонска острва.
Корални гребени јужног Тихог океана су ниско лежеће структуре које су израђене на базалтним токовима лаве испод океанске површине. Један од најдраматичнијих је Велики корални гребен у близини североисточне Аустралије са ланцима гребенског сегмената. Други тип стрва формиран од корала је уздигнута корална платформа, која је обично нешто већа од ниских коралних острва. Примери су Банаба (бивше Океанско острво) и Макатеа у Туамотског групи Француске Полинезије.
- Микронезија, Меланезија, и Полинезија
- Острвце Тахуна мару, Француска Полинезија
- Лос Молинос на обали јужног Чилеа

## Карактеристике воде
Температуре мора у Тихом океану крећу се од смрзавајућих на Земљиним половима до врло топлих (око 29 °C) на екватору. Салинитет такође варира по географска дужини. Вода ближе екватору мање је слана од оне у умереном појасу због много обилних падавина на екватору током целе године. Такође, салинитет воде на половима врло је низак због малог или никаквог испаравања воде. Али, по просеку температура, Тихи океан топлији је од Атлантског океана.
Морске струје на северној полулопти углавном се крећу у смеру казаљке на сату, а на јужној полулопти обрнуто. Северноекваторска струја терана ветровима креће се ширином 15 °CГШ у смеру запада да би код Филипина скренула на север и постала топла јапанска или Курошио струја.
На око 45 °CГШ Курошио струја скреће према истоку где се рачва. Део струје скреће према северу постајући Алеутска струја. Други део водених маса скреће према југу и поново долази у подручје северноекваторске струје. У близини Северне Америке, Алеутска струја такође се рачва. Северни део улази у Берингово море кружећи њиме у смеру казаљке на сату. Јужни крак успорава и наставља према југу као калифорнијска струја.
Јужноекваторска струја прати екватор у смеру запада. Источно од Нове Гвинеје скреће према југу да би се на око 50°ЈГШ, прикључила антарктичкој струји. У близини чилеанске обале, јужноекваторска се струја дели; један огранак тече око рта Хорн, а други скреће према северу и формира перуанску или Хумболтову струју.

## Геолошки подаци
Андеситска линија најважнија је линија која служи за одвајање регија у Тихом океану. Одваја дубљи део океана са еруптивним стенама од плићег дела са деловима копна. Ова линија прати западни руб калифорнијских острва и пролази Алеутима, онда све до полуострва Камчатке у Русији, после иде Јапаном, а онда у Океанију на Соломонска острва и Нови Зеланд. Затим се наставља североисточно западном границом Кордиљера дуж Јужне Америке, те свој пут завршава преко Мексика опет у Калифорнији.
У склопу затворене путање Андеситске линије, налазе се бројне вулканске планине, острва и стене које карактеризују средишњи Тихи океан. Овде се лава нежно уздиже и гради огромне подводне вулканске планине. Али, изван Андеситске линије, вулкани су експлозивни и стварају такозвани Пацифички ватрени прстен.

## Копнене масе
Највећа копнена маса на читавом Тихом океану је Нова Гвинеја, уједно и друго највеће острво на свету. Скоро су сва острва и атоли између координата 30 °CГШ и 30°ЈГШ, тј. од југоисточне Азије до Ускршњег острва. Полинезијски троугао, који спаја Хаваје, Нови Зеланд и Ускршња острва, окружује све остале острвске целине (Кукова острва, Самоа, Токелау, Тонга, Туамоту, Тувалу и Валис и Футуна).
Северно од екватора и западно од датумске границе налази се невероватно много малих микронезијских острва, укључујући Каролинске, Маријанске и Маршалска острва.
У југозападном углу Тихог океана леже острва из меланезијске групе, којима доминира Нова Гвинеја. Остала острва из ове групе укључују Фиџи, Нову Каледонију, Соломонска острва и Вануату.
Острва Тихог океана се деле на три основне врсте:
- континентална острва, који укључују отоке Нове Гвинеје, Новог Зеланда и Филипина, па имају сличну структуру као оближње копно;
- висока острва, који имају вулканско порекло и најчешће активне вулкане;
- коралне гребене и коралне платформе, од којих је сигурно најпознатији аустралијски велики корални гребен. Постоје и корална острва, од којих су најпознатији Макатеа и Туамоту из групе острва Француске Полинезије.